# Niechorze (stacja kolejowa)
Niechorze – zabytkowa stacja kolejowa Gryfickiej Kolei Wąskotorowej w Niechorzu. Aktualnie budynek dworca jest nieczynny. 

## Informacje ogólne
Przez stację przechodzi linia z Gryfic do Pogorzelicy czynna dla ruchu turystycznego.